# Roter Wisent

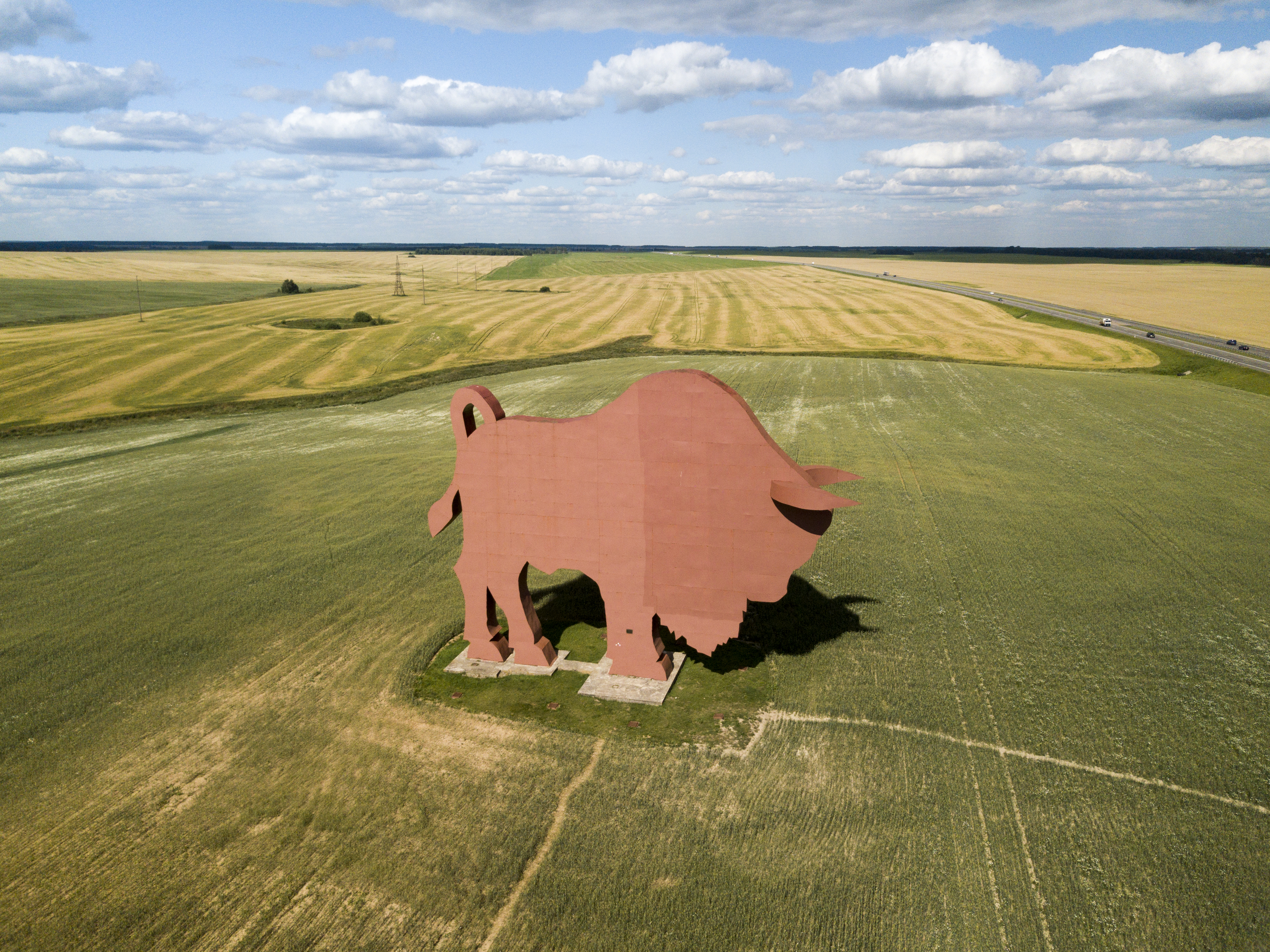
Gesamtansicht (2017)

Vorbild: Die Wisentfigur im Wappen der Breszkaja Woblasz

Der Rote Wisent (belarussisch Чырвоны Зубр Tschyrwony Subr) ist eine dunkelrot angestrichene monumentale Stahlskulptur in Belarus. Er steht an der Autobahn M 1, einem Teilstück der Europastraße 30. Die Skulptur stellt einen Wisent dar, ein nationales Symbol von Belarus; diese Tierart lebte einst in großen Herden in den Landschaften Osteuropas.
Die Skulptur befindet sich an der Ostgrenze der Breszkaja Woblasz („Bezirk Brest“) und steht als Landmarke auf einer kleinen Anhöhe in den Feldern der Gemeinde Ischkalds. Der Standort befindet sich etwa 100 Kilometer westlich der Hauptstadt Minsk, zum polnisch-belarussischen Grenzübergang bei Brest sind es in der Gegenrichtung etwa 240 Kilometer.
Die Figur des Roten Wisents ist ein regionales Wahrzeichen und dient dem touristischen Marketing. Sie wurde abgeleitet vom traditionellen Wappentier Wisent der Breszkaja Woblasz. Auch mehrere Sportvereine der Region nutzen den Wisent als Werbefigur.
Die Figur hat eine Höhe von etwa 22 Meter und eine Länge von etwa 25 Meter. Der Aufbau entstand in der im Schiffbau entwickelten Volumensektionsbauweise. Der Rote Wisent erinnert in seiner Erscheinung und Fernwirkung an die in bereits über 80 Exemplaren hergestellte Monumentalplastik Toro de Osborne in Spanien.